# Mulan II
Mulan II is een Amerikaanse direct-naar-video-animatiefilm van Walt Disney Feature Animation. De film werd uitgebracht in 2004, en is het vervolg op Mulan.

## Verhaal
Aan het begin van de film vraagt Shang, die inmiddels is gepromoveerd tot generaal, Mulan ten huwelijk. Mushu hoort van de plannen en is aanvankelijk blij voor Mulan, tot hij te horen krijgt dat als Mulan eenmaal getrouwd is zijn taak als haar beschermer erop zit. Na het huwelijk zal ze immers lid worden van Shangs familie, en voortaan onder zijn familiehoeders vallen. Daar hij zijn baan en vriend niet wil verliezen, besluit Mushu het huwelijk te verhinderen.
Ondertussen roept de Keizer Mulan en Shang bij zich voor een missie. Ze moeten zijn drie dochters, prinsessen Mei, Ting-Ting en Su, begeleiden naar het keizerrijk van Qui Gon, alwaar drie prinsen wonen aan wie de prinsessen zijn uitgehuwelijkt. Op die manier zal een alliantie worden gevormd tussen de twee rijken. De ontmoeting moet binnen drie dagen plaatsvinden, anders gaat het huwelijk niet door en zullen de Mongolen China binnenvallen. Chien-Po, Ling en Yao, drie soldaten uit de eerste film, gaan ook mee.
Al snel ontdekt Mulan dat de drie prinsessen tegen het huwelijk zijn en meer houden van de drie soldaten die hen begeleiden. Mulan besluit tegen het bevel van de keizer in te gaan. Die nacht gaan Chien-Po, Ling en Yao met de prinsessen uit in een nabijgelegen stad. Ondertussen laat Mushu Shang denken dat Mulan hem slechts gebruikt.
Wanneer de groep door een streek trekt die berucht is vanwege zijn vele rovers, bekent Mushu wat hij gedaan heeft. Mulan probeert met Shang te praten, maar ze worden onderbroken door een aanval van rovers. Terwijl ze de rovers bevechten, begeeft de brug waar ze zich op bevinden het. De soldaten en de prinsessen halen de overkant, maar Mulan en Shang hangen aan de deels verwoeste brug. Daar de brug slechts 1 persoon kan dragen laat Shang zich vallen. Mulan zet noodgedwongen alleen de tocht voort naar Qui Gong.
Eenmaal in Qui Gong biedt Mulan aan zelf met een van de prinsen te trouwen zodat de prinsessen dit niet hoeven te doen, maar het huwelijk toch door kan gaan. Shang, die zijn val in de rivier heeft overleefd, is te laat om het huwelijk te verhinderen. Mushu krijgt spijt van zijn daden, en vermomt zich als de Grote Gouden Draak om de keizer van Qui Gong ervan te overtuigen het huwelijk af te blazen. Mulan en Shang trouwen, en de prinsessen zijn verlost van hun belofte.
Aan het eind van de film combineert Shang de familietempel van zijn familie met die van Mulan, zodat Mushu een van zijn familiehoeders wordt en zijn baan kan houden.

## Rolverdeling
| Acteur           | Personage              | Opmerkingen |
| ---------------- | ---------------------- | ----------- |
| Ming-Na          | Fa Mulan               |             |
| Mark Moseley     | Mushu                  |             |
| B.D. Wong        | General Li Shang       |             |
| Lucy Liu         | Princess Mei           |             |
| Harvey Fierstein | Yao                    |             |
| Sandra Oh        | Princess Ting-Ting     |             |
| Gedde Watanabe   | Ling                   |             |
| Lauren Tom       | Princess Su            |             |
| Jerry Tondo      | Chien-Po               |             |
| Pat Morita       | de Keizer              |             |
| George Takei     | First Ancestor Fa      |             |
| June Foray       | Grandmother Fa         |             |
| Freda Foh Shen   | Fa Li                  |             |
| Frank Welker     | Cri-Kee\Little Brother |             |
| Soon-Tek Oh      | Fa Zhou                |             |
| April Winchell   | The Matchmaker         |             |
| Lea Salonga      | Mulan                  | zang        |
| Judy Kuhn        | Princess Ting-Ting     | zang        |

## Nederlandse stemmen
| Acteur                    | Personage          |
| ------------------------- | ------------------ |
| Linda Wagenmakers         | Fa Mulan           |
| Carlo Boszhard            | Mushu              |
| Stanley Burleson          | General Li Shang   |
| Jannemien Cnossen         | Princess Mei       |
| Victor van Swaay          | Yao                |
| Maaike Widdershoven       | Princess Ting-Ting |
| Marc Krone                | Ling               |
| Lottie Hellingman         | Princess Su        |
| Jon van Eerd              | Chien-Po           |
| Ton Lutz                  | de Keizer          |
| Hero Muller               | Grootvader         |
| Ingeborg Uyt den Boogaard | Grootmoeder Fa     |
| Bram van der Vlugt        | Fa Zhou            |

## Achtergrond
Eddie Murphy, Miriam Margolyes, Chris Sanders en Matthew Wilder keerden niet terug om de stemmen van hun personages uit de vorige film opnieuw in te spreken voor deze film.
De soundtrack van Mulan II werd gecomponeerd door verschillende artiesten, en omvat de volgende nummers:
1. "Lesson Number One" - Lea Salonga en koor
2. "Main Title" (instrumentaal)
3. "Like Other Girls" - Judy Kuhn, Lucy Liu, en Lauren Tom
4. "A Girl Worth Fighting For (Redux)" - Gedde Watanabe, Jerry Tondo, en Harvey Fierstein
5. "Here Beside Me" - Hayley Westenra
6. "(I Wanna Be) Like Other Girls" - Atomic Kitten
7. "The Journey Begins" (instrumentaal)
8. "In Love and in Trouble" (instrumentaal)
9. "The Attack" (instrumentaal)
10. "Shang Lives!" (instrumentaal)
11. "Here Beside Me (instrumentaal)"